# Кларк, Джонас Гилман
Джонас Гилман Кларк (1 февраля 1815 – 23 мая 1900) — американский бизнесмен, основатель Университета Кларка. Карьеру бизнесмена начал в штате Массачусетс, перебравшись 1850 году в штат Калифорния. Имел большой успех в бизнесе. В 1887 году в Вустере основал университет, впоследствии названный в его честь.